# 22-й Карельский укреплённый район
Карельский укреплённый район (Карельский УР, КаУР, позднее — 22-й укреплённый район, 22 УР) — оборонительное сооружение (укреплённый район) и воинское формирование РККА СССР, часть так называемой «Линии Сталина».

## История
Строительство укрепрайона как совокупности фортификационных сооружений было начато в 1928 году по Приказу Революционного Военного Совета СССР № 90 от 19 марта 1928 года. Район создавался как рубеж обороны Ленинграда с севера, строительство проходило в три этапа: 1928—1932 годы, 1936 год и 1938—1939 годы, до начала Зимней войны. УР состоял из Передового рубежа, построенного в 1936 и 1938—1939 годах и основной полосы, на которой располагалось одиннадцать батальонных районов обороны (БРО). Каждый из них включал в себя от 15 до 30 пулемётных ДОТов, занимая по фронту 3-5 км , лесоболотистые промежутки простреливались из артиллерийских полукапониров.
Долговременные огневые точки (ДОТы) (пулемётные) были двух типов: «Б» (большая) и «М» (малая). ДОТы типа «Б» имели 3-6 амбразур, в зависимости от участка обороны. Обычно их сооружали двухэтажными, площадь помещения на обоих этажах составляла от 40 до 100 м². Гарнизон ДОТа насчитывал до 25 человек. ДОТы типа «М» имели 2—3 амбразуры. Они были одноэтажными, и площадь внутренних помещений была от 12 до 15 м². Гарнизон в них состоял из 8—12 человек. Всего было построено около 200 пулемётных ДОТов.
Артиллерийские ДОТы представляли собой полукапониры на 2 орудия. Площадь полукапониров была от 50 до 200 м². Гарнизон артДОТов достигал 15—25 человек. Артиллерийских сооружений в Карельском УР насчитывалось около 20 единиц. Все ДОТы, независимо от размеров, имели перископы, фильтровентиляционные системы, были оборудованы проводной связью (телефон) и электрическим освещением.
В качестве дополнительных укреплений в БРО использовались пулемётные бронебашни, снятые с корпусов танков МС-1, а также железобетонные колпаки с пулемётной установкой.
К 30 ноября 1939 года из войск Карельского УР (пятнадцать отдельных пулемётно-артиллерийских батальонов) был сформирован отдельный отряд Карельского УР, который в составе 19-го стрелкового корпуса 7-й армии принял активное участие в боевых действиях на Карельском перешейке.
В августе 1940 года было создано управление 22-го укреплённого района.
В середине августа 1941 года два пулемётно-артиллерийских батальона из состава войск УР были переброшены для усиления Красногвардейского укрепрайона.
В бои укрепрайон вступил в сентябре 1941 года, с выходом финских войск на линию «старой» государственной границы. Однако некоторые его передовые подразделения были ещё ранее выдвинуты вперёд, для обеспечения отхода советских войск. Так, 10 августа усиленная пулемётная рота 1-го артпульбата прикрывала переправу отходящих советских частей через реку Вуокса в районе Лосево. 17 августа усиленная пулемётная рота 63 артпульбата заняла оборону и в течение недели вела бои в устье реки Булатная.
С 1 сентября 1941 года, когда советское командование отдало приказ об организации обороны в укреплениях УРа, в полосе 22-го укреплённого района начали занимать позиции соединения 23-й армии. К исходу 1 сентября рубеж заняли правофланговые части 142-й стрелковой дивизии и 265-й стрелковой дивизии (расположившейся в резерве). На левом фланге укрепрайона расположились остатки вывезенной с побережья Ладоги 198-й моторизованной дивизии. К 3 сентября 1941 года начали прибывать части эвакуированных 123-й и 43-й дивизий, а также остатки 115-й стрелковой дивизии. В районе Сестрорецка, примыкая к морю, встала в оборону переброшенная с южного участка Ленинградского фронта 291-я стрелковая дивизия.
Вплоть до ноября 1941 года в полосе обороны укрепрайона велись довольно активные действия, в частности, за Белоостров и ДОТ «Миллионер». С ноября 1941 по июнь 1944 года положение в полосе укрепрайона было стабильным: части подразделения занимались совершенствованием обороны, разведкой, вели беспокоящие артиллерийские и миномётные обстрелы — равно как и противостоящие им вражеские войска.

«Если у армии не было хотя бы грубой силы, укрепления становились непреодолимыми. Этот факт был хорошо продемонстрирован самими финнами, когда они вышли к советскому „Карельскому УРу“. Тяжёлой артиллерии у финнов не было, и все сложилось симметрично декабрю 1939 г. Обойти „Карельский УР“ летом невозможно, зимой — берега вокруг крутые, высокие и политые водой. Далеко обходить — отрываться от коммуникаций. Попытка штурма 29 октября 1941 г. привела к громадным потерям, а для финнов потери в несколько сот человек были очень ощутимыми. Маркку Палахарийю писал, что русские оборонялись очень жестко и наносили громадные потери своей артиллерией в момент любого движения на фронте. При этом заметим, что „Карельский УР“ не был каким-то чудом техники, был построен в 1929—1933 гг., достраивался в 1933—1935 гг. и 1936—1937 гг. Модернизировался в 1933, 1934, 1938 гг. Только в отношении артиллерийского вооружения он был совершеннее „линии Маннергейма“, его составляли трехдюймовки на станках Дурляхера обр. 1904 г. Новейшие капонирные 76,2-мм „Л-17“ поставить не успели. К 1 сентября „УР“ был дополнен капонирными и башенными установками с 45-мм пушками обр. 1932 г. Всего было дополнительно установлено 46 пушек. Эти силы и остановили финнов в 1941-м, и „УР“ являлся ядром обороны Ленинграда с севера до 1944 г.»— Военный историк Алексей Исаев
В октябре 1942 года в укреплённом районе были развёрнуты 12 отдельных пулемётно-артиллерийских батальонов, 2 электророты, инженерный батальон, батальон связи и подразделения обслуживания.
25 октября 1942 года, когда был создан 17-й укреплённый район, половина личного состава была передана туда. Полоса обороны 22-го укрепрайона уменьшилась. Он начал вести оборону рубежа от Финского залива, включая его побережье, до Лемболово.
К январю 1943 года количество личного состава укрепрайона составляло 11 364 человека. Вооружение: орудий разных калибров — 264, миномётов — 120, противотанковых ружей — 141, пулемётов — 1054, в том числе 700 станковых.
К началу 1944 года в укрепрайоне было построено 845 пулемётных и артиллерийских сооружений, был создан 2-й рубеж обороны, на котором было построено 219 сооружений, отрыто 52 км противотанковых рвов, установлено 2 км надолбов, 122 км проволочных заграждений, 60 км электропрепятствий, 48 км минных полей. Отрыто и оборудовано 106 км траншей и ходов сообщений. Построено несколько плотин на случай затопления.
На май 1944 года УР занимал позиции по побережью Финского залива на юг от Сестрорецка, у города Сестрорецк, по побережью озера Разлив. C участка, занимаемого укреплённым районом, 10 июня 1944 года в ходе Выборгской наступательной операции нанесла удар 21-я армия. В наступлении с 11 июня 1944 года принимали участие также 126-й, 133-й, 293-й и 522-й отдельные пулемётно-артиллерийские батальоны из состава укрепрайона. Они наступали во втором эшелоне, однако, выйдя к реке Вуокса, приняли участие в боях. 293-й отдельный пулемётно-артиллерийский батальон понёс большие потери.
На 13 июня 1944 года передовые батальоны района получили задачу занять оборону на высотах перед Кивеннапа и Райвола, с захватом Кивеннапа оборонять Кивеннапские высоты, а затем они были переданы в подчинение 17-му укреплённому району. Вместе с тем, в 22-й укреплённый район, на который была возложена задача обороны уже всего Карельского перешейка от Ладожского озера до Сестрорецка (Никулясы — Ненимяки — Лемболово — Елизаветинка — высоты Меднозаводского озера, высота Мертуть — станция Белоостров — Сестрорецк), были переданы два батальона из 17-го укреплённого района
С этого времени укрепрайон в боях не участвовал, совершенствуя оборону и модернизируя укрепления.
В послевоенные годы Карельский УР продолжал существовать. В 1950—1955 годах в нём провели модернизацию оборудования и вооружения. В начале 1960-х годов сооружения укрепрайона были законсервированы. К 1990 году артиллерийско-пулемётная дивизия, дислоцированная в укрепрайоне, была превращена в 3807-ю базу хранения вооружения и техники, которая была расформирована в 1995 году. В 2009 году была создана общественная организация «Молодежный патриотический клуб «Сестрорецкий рубеж», создавшая на территории Сестрорецкого района обороны музей «Сестрорецкий рубеж».

## Описание фортификационных сооружений
Карельский укреплённый район занимал позиции на Карельском перешейке, по линии «старой границы», протяжённостью по фронту до 80 километров от Сестрорецка до Ладожского озера, глубиной 2—5 километров, имел в наличии 196 построенных долговременных оборонительных сооружений при двух развёрнутых пулемётно-артиллерийских батальонах и шести планируемых к развёртыванию.
Районы (узлы) обороны 22-го УР располагались у следующих населённых пунктов (от залива к Ладоге):
- Сестрорецк
- Белоостров
- Мертуть
- Медный Завод
- Агалатово
- Елизаветинка
- Лемболово
- Ненюмяки
- Путкелово
- Соелово
- Никулясы

Рубеж состоял из двух оборонительных полос: основного и Передового рубежей. Оборонительные полосы включали в себя батальонные районы обороны (БРО) с размерами 3—5 км по фронту и 2—3 км в глубину. Всего насчитывалось 11 БРО на основном рубеже. В каждый входило 15—20 пулемётных и до 2 артиллерийских долговременных оборонительных сооружений (ДОС). Сами БРО располагались на дорогах, промежутки между ними — болота, озёра и труднодоступные места. В Сестрорецкий БРО входило 12 объектов. Один из объектов — полукапонир с позывными «Слон» — в 2010 году является единственным, в котором завершены реставрационные работы и развёрнута экспозиция выставочного комплекса «Сестрорецкий рубеж». Один из ДОС КаУР — двухпушечный полукапонир «Миллионер» — находится в посёлке Белоостров. Осенью 1941 года он был захвачен финскими войсками. 9 июня 1944 года, когда началось наступление советских войск на Выборг, финны, отступая, взорвали «Миллионер». На развалинах установлена памятная стела.

## Состав

### 22 сентября 1935 года
- управление
- 1-й отдельный пулемётный батальон
- 15-й отдельный пулемётный батальон
- 30-я отдельная прожекторная рота
- 1-й фототеодолитный отряд

### 30 ноября 1939
К 30 ноября 1939 года войска Карельского УР включали в себя пятнадцать отдельных пулемётно-артиллерийских батальонов.

### 1944 год
Состав приведён на 1944 год. До октября 1942 все приведённые подразделения входили в состав 22-го укреплённого района. С разделением района и созданием 17-го укреплённого района, часть подразделений была передана туда, а в июне 1944 произошёл взаимообмен батальонами.
- управление
- 1-й отдельный пулемётно-артиллерийский батальон (с июня 1944)
- 63-й отдельный пулемётно-артиллерийский батальон
- 106-й отдельный пулемётно-артиллерийский батальон
- 126-й отдельный пулемётно-артиллерийский батальон (до июня 1944)
- 133-й отдельный пулемётно-артиллерийский батальон (до июня 1944)
- 154-й отдельный пулемётно-артиллерийский батальон
- 246-й отдельный пулемётно-артиллерийский батальон (с июня 1944)
- 283-й отдельный пулемётно-артиллерийский батальон
- 293-й отдельный пулемётно-артиллерийский батальон (до июня 1944)
- 522-й отдельный пулемётно-артиллерийский батальон (до июня 1944)
- отдельная пулемётно-артиллерийская рота
- 147-й отдельный батальон связи
- 125-й отдельный сапёрный батальон
- 228-я отдельная автотранспортная рота
- 73-я отдельная электротехническая рота (13-й отдельный электротехнический батальон)
- 74-я отдельная электротехническая рота (13-й отдельный электротехнический батальон)
- 1989-я полевая почтовая станция

## В составе
| Дата                     | Фронт (округ)               | Армия      | Корпус (группа) | Примечания |
| ------------------------ | --------------------------- | ---------- | --------------- | ---------- |
| 1928 — июнь 1941         | Ленинградский военный округ | -          | -               | -          |
| июнь — август 1941       | Северный фронт              | -          | -               | -          |
| сентябрь 1941            | Ленинградский фронт         | -          | -               | -          |
| октябрь 1941 — июнь 1944 | Ленинградский фронт         | 23-я армия | -               | -          |
| июль 1944 — май 1945     | Ленинградский фронт         | -          | -               | -          |

## Коменданты района
- Кук, Александр Иванович (февраль 1928 — март 1930)
- Блюмберг, Жан Карлович (март 1930 — май 1932)
- комдив Инно, Александр Александрович (май 1932 — май 1936)
- Бахтин, Александр Николаевич (май 1936 — май 1937) в качестве командира 33-го стрелкового корпуса
- полковник Лазаренко, Иван Сидорович (июль 1939 — январь 1940)[10]
- генерал-майор Попов, Михаил Андрианович (апрель 1941 — август 1941)
- полковник Котик, Валерий Александрович
- полковник Мещеряков, Василий Ефимович (с января 1945)

## Послевоенный период
В послевоенные годы Карельский УР продолжал существовать. В 1950—1955 годах в нём провели модернизацию оборудования и вооружения. В начале 1960-х годов сооружения укрепрайона были законсервированы. К 1990 году артиллерийско-пулемётная дивизия, дислоцированная в укрепрайоне, была превращена в 3807-ю базу хранения вооружения и техники, которая была расформирована в 1995 году. В 2009 году была создана общественная организация "Молодежный патриотический клуб «Сестрорецкий рубеж», создавшая на территории Сестрорецкого района обороны музей «Сестрорецкий рубеж».